# Tonila (kommun)
Tonila är en kommun i Mexiko.   Den ligger i delstaten Jalisco, i den södra delen av landet, 500 km väster om huvudstaden Mexico City. Antalet invånare är 7 256. Arean är 226 kvadratkilometer.
Terrängen i Tonila är kuperad åt sydost, men åt nordväst är den bergig.
Följande samhällen finns i Tonila:
- San Marcos
- Tonila